# لیگوتا پروشکووسکا
لیگوتا پروشکووسکا (به لاتین: Ligota Prószkowska) یک روستا در لهستان است که در گمینا پروشکوو واقع شده‌است. لیگوتا پروشکووسکا ۸۸۰ نفر جمعیت دارد.